# Ivo Urban
Ivo Urban (1931. május 7. – 2024. június 22.) csehszlovák válogatott cseh labdarúgó, fedezet, sportújságíró.

## Pályafutása

### Klubcsapatban
1943-ban a Slavia Praha korosztályos csapatában kezdte a labdarúgást, ahol 1950-ben mutatkozott be az első csapatban. 1952 és 1963 között a Dukla Praha labdarúgója volt, ahol hat csehszlovák bajnoki címet és egy kupagyőzelmet ért el a csapattal. 1963–64-ben a Dynamo Slavia Praha együttesében fejezte be az aktív játékot.

### A válogatottban
1956-ban négy alkalommal szerepelt a csehszlovák válogatottban.

## Sikerei, díjai
Dukla Praha
- Csehszlovák bajnokság
  - bajnok (6): 1953, 1956, 1957–58, 1960–61, 1961–62, 1962–63
- Csehszlovák kupa
  - győztes: 1961

## Statisztika

### Mérkőzései a csehszlovák válogatottban
| Csehszlovákia | Csehszlovákia       | Csehszlovákia                       | Csehszlovákia | Csehszlovákia | Csehszlovákia | Csehszlovákia | Csehszlovákia | Csehszlovákia |
| #             | Dátum               | Helyszín                            | Hazai         | Eredmény      | Vendég        | Kiírás        | Gólok         | Esemény       |
| ------------- | ------------------- | ----------------------------------- | ------------- | ------------- | ------------- | ------------- | ------------- | ------------- |
| 1.            | 1956. április 21.   | Prága, Strahov-stadion              | Csehszlovákia | 0 – 0         | Brazília      | barátságos    | -             |               |
| 2.            | 1956. augusztus 8.  | São Paulo, Estádio do Pacaembu      | Brazília      | 4 – 1         | Csehszlovákia | barátságos    | -             |               |
| 3.            | 1956. augusztus 19. | Buenos Aires, Estadio Gasómetro     | Argentína     | 1 – 0         | Csehszlovákia | barátságos    | -             |               |
| 4.            | 1956. augusztus 26. | Santiago, Estadio Nacional de Chile | Chile         | 3 – 0         | Csehszlovákia | barátságos    | -             | 46'           |
|               | Összesen            |                                     |               | 11            | mérkőzés      |               | 0             | gól           |